# Висконти, Карло (синьор)
Карло Висконти (итал. Carlo Visconti; сентябрь или ноябрь 1359 — август 1403) — синьор Пармы, Кремоны и Борго-Сан-Доннино.

## Биография
Сын Бернабо Висконти, синьора Милана, и Реджины делла Скала.
В апреле 1376 был помолвлен с Маргаритой де Лузиньян (ум. 1379), дочерью кипрского короля Пьера де Лузиньяна и Леоноры Арагонской.
В марте 1379 года его отец разделил владения между законными сыновьями, и Карло достались Кремона, Борго-Сан-Доннино и Парма.
2 июня 1380 получил от папы Урбана VI разрешение жениться на своей кузине Валентине, дочери Джан Галеаццо Висконти, но помолвка была расторгнута Бернабо через два года. В августе 1382 Карл женился на Беатрис д'Арманьяк, дочери графа Жана II д'Арманьяка и Жанны де Перигор, вдове Гастона де Фуа, за свой живой нрав прозванной «Веселой Арманьячкой» (la gaye Armagnageoise).
6 мая 1385 года, после того, как его отец был предательски схвачен Джан Галеаццо Висконти, Карло с братом Мастино «бродили по Италии, тщетно пытаясь спасти сначала своего отца, а затем хотя бы какую-то часть его владений». Карло отправился в Верону, чтобы просить Скалигеров о помощи, в то время как его жена Беатриче с сыном укрылись в землях Савойского дома. После захвата Вероны миланцами (1387) Карло, остававшийся главным врагом графа де Вертю, надеялся на победу антимиланской коалиции в войне 1390—1392 годов, но после того, как армия его шурина Жана III д'Арманьяка была разгромлена в битве при Алессандрии, смирился и 19 сентября 1391 подписал в Венеции договор с Джан Галеаццо, по которому отказался от наследства своих родителей в обмен на ренту и обязательство проживать в Баварии у своего зятя Стефана III. Последующие договоренности позволили ему обосноваться в Венеции.
После смерти Джан Галеаццо в сентябре 1402 и начала распада его государства пытался вмешаться в борьбу за наследство, примкнув, вместе с братьями Эсторре, Лионелло и Галеотто, к гвельфской группировке Пандольфо Малатесты, но умер уже через год, в августе 1403.

## Дети
- Марко (14.06.1383 — после 1413)
- Верде (Виридис) (р. и ум. 1384)
- Бона (октябрь 1385 — после 1433). Муж (1414): Гийом де Монтобан (ум. 1432)
- Джанкарло (ум. 1418), синьор Милана